# Tam Đàn
Tam Đàn là một xã thuộc huyện Phú Ninh, tỉnh Quảng Nam, Việt Nam.
Xã Tam Đàn có diện tích 15,70 km², dân số năm 2019 là 10.362 người, mật độ dân số đạt 660 người/km².